# Kilgore (Texas)
Kilgore es una ciudad en los condados de Gregg y Rusk, en el estado de Texas, Estados Unidos. Está ubicada donde convergen la Interestatal 20 y la US 259, justo al sur del río Sabine. Más de tres cuartas partes del área dentro de los límites de la ciudad se encuentran en el condado de Gregg, mientras que el resto pertenece al condado de Rusk. Según el censo de los Estados Unidos de 2020, la ciudad tenía una población de 13 376 habitantes.

## Historia
Kilgore fue fundada en 1872 cuando el International–Great Northern Railroad completó la fase inicial de la línea de ferrocarril entre Palestine y Longview. La compañía ferroviaria eligió evitar New Danville, una pequeña comunidad ubicada a 10 millas (16 km) al sureste de Longview, en lugar de un nuevo sitio para la ciudad que se trazó en 174 acres (0,7 km²) vendido al ferrocarril por Constantine B. Kilgore|Constantine Buckley Kilgore, quien dio nombre a la nueva localidad. De esta manera, el ferrocarril obtuvo las ganancias de la venta y el desarrollo de las tierras.
Se construyó una oficina de correos en Kilgore en 1873 y, con una estación y transporte para llevar los cultivos comerciales al mercado, la ciudad pronto comenzó a atraer a residentes y negocios desde New Danville. Para 1885, la población había alcanzado los 250 habitantes, y la comunidad contaba con dos desmotadoras de algodón, una iglesia y una escuela (solo para niños blancos). El distrito escolar independiente de Kilgore, racialmente segregado, se organizó en 1910. En 1914, la ciudad tenía dos bancos, varias empresas y una población estimada en 700 habitantes. En la década de 1920, el crecimiento fue constante y, en 1929, Kilgore contaba con aproximadamente 1000 residentes.
La prosperidad se detuvo, sin embargo, cuando Kilgore sufrió graves golpes debido a la fuerte caída de los precios del algodón (en el que aún se basaba gran parte de la economía de la ciudad) y los efectos de la Gran Depresión. Los negocios comenzaron a cerrar y, para mediados de 1930, la población había caído a 500; la comunidad parecía destinada a convertirse en una ciudad fantasma. Muchos afroamericanos se unieron a la Gran Migración desde el sur hacia ciudades del norte, medio oeste y oeste en busca de trabajo.

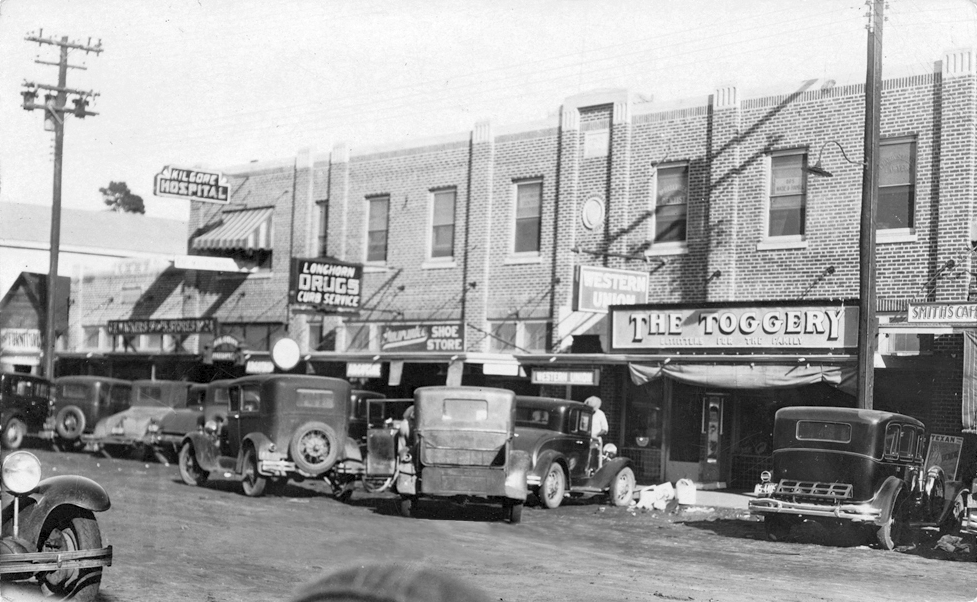
El centro de Kilgore en 1930

La suerte de Kilgore cambió drásticamente el 3 de octubre de 1930, cuando el perforador Columbus M. "Dad" Joiner encontró petróleo cerca de la ciudad vecina de Henderson. El yacimiento, conocido como Daisy Bradford #3, marcó el descubrimiento del vasto campo petrolífero del este de Texas. Aparentemente, de la noche a la mañana, Kilgore pasó de ser una pequeña ciudad agrícola en decadencia a una ciudad en auge y bulliciosa. Al yacimiento Daisy Bradford #3 le siguió posteriormente el Lou Della Crim N.º 1 y luego muchos otros. En 1936, la población había aumentado a más de 12 000 habitantes y el horizonte de Kilgore estaba repleto de torres de perforación de petróleo.
La producción de petróleo continuó a un ritmo vertiginoso durante la década de 1930, con más de 1 100 pozos de producción de petróleo dentro de los límites de la ciudad en el auge del auge. El crecimiento explosivo dejó a la mayoría de los servicios cívicos abrumados, y como resultado de ello Kilgore se vio obligada a constituirse como sociedad anónima en 1931. Con la ciudad inundada de trabajadores varones y peones, las fuerzas del orden lucharon por mantener el orden entre las chabolas, tiendas de campaña y bares destartalados que abarrotaban las calles principales de Kilgore. En una ocasión, tuvieron que pedir ayuda a los Rangers de Texas para mantener la paz. A mediados de la década de 1930, el auge del petróleo casi había terminado y la mayoría de las pequeñas compañías petroleras y los buscadores de petróleo habían vendido sus acciones a las grandes corporaciones. El auge prácticamente había terminado en 1940. Pero la producción de petróleo ha seguido siendo fundamental para la economía de la ciudad. La población, que fluctuó enormemente a lo largo de la década de 1930, se estabilizó en alrededor de 10 000 personas en la década de 1950. Una estimación de 2015 la situó en poco menos de 15.000 habitantes.
En la década de 1940, Kilgore tenía más de mil torres de perforación de petróleo de madera. Un acre era conocido con el apodo de “El acre más rico del mundo”. Ahora hay 60 réplicas de acero de las torres en la ciudad, rematadas con estrellas. La ciudad es la Ciudad de las Estrellas de Texas.

## Geografía
Kilgore se encuentra ubicada en las coordenadas 32°23′52″N 94°51′35″O / 32.39778, -94.85972. Según la Oficina del Censo de los Estados Unidos, Kilgore tiene una superficie total de 40.7 km², de la cual 40.62 km² corresponden a tierra firme y (0.22%) 0.09 km² es agua.

## Demografía
Según el censo de 2010, había 12.975 personas residiendo en Kilgore. La densidad de población era de 318,76 hab./km². De los 12.975 habitantes, Kilgore estaba compuesto por el 71.55% blancos, el 13.5% eran afroamericanos, el 0.71% eran amerindios, el 1.11% eran asiáticos, el 0.08% eran isleños del Pacífico, el 10.71% eran de otras razas y el 2.36% pertenecían a dos o más razas. Del total de la población el 19.79% eran hispanos o latinos de cualquier raza.

## Arte y cultura

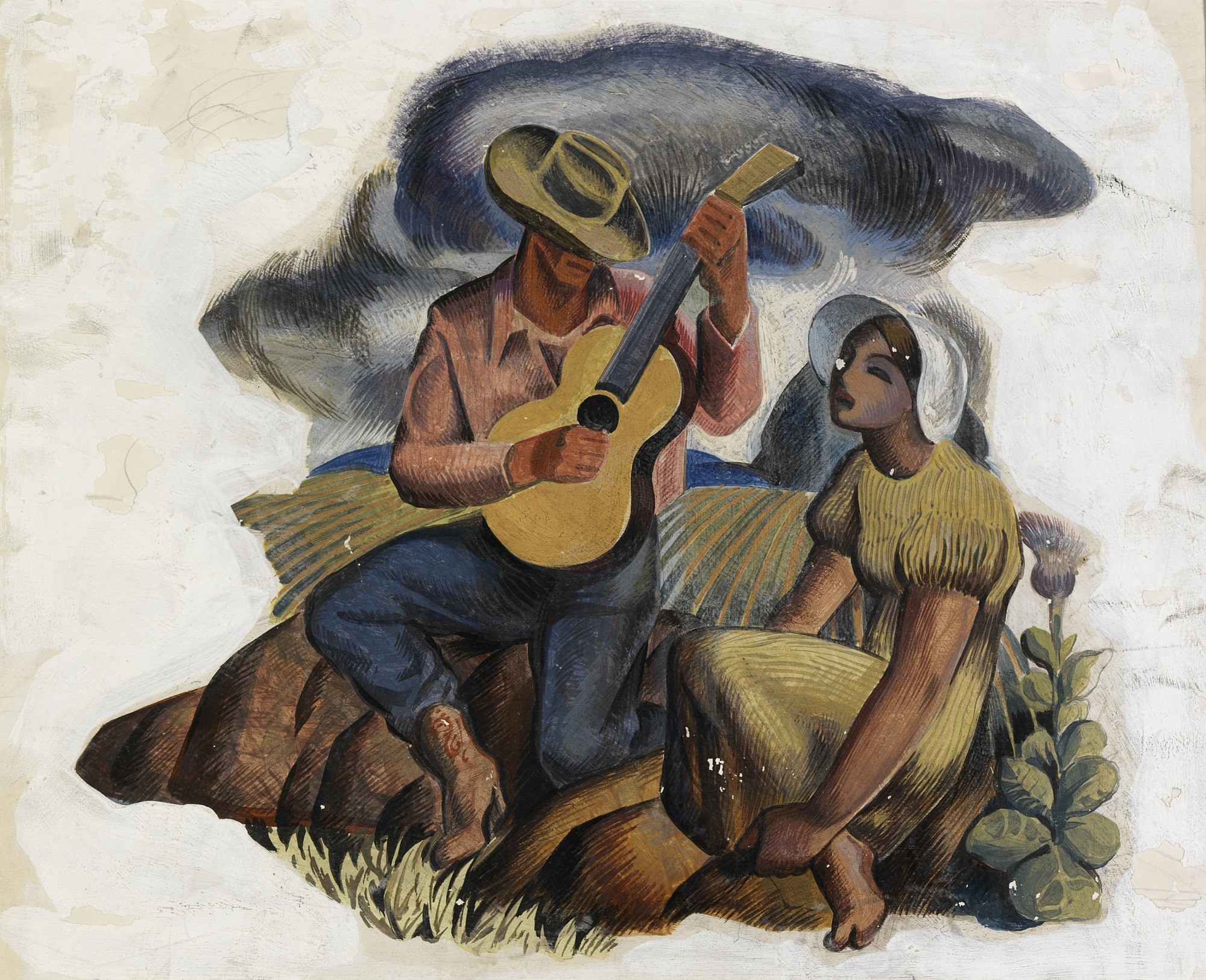
Estudio mural "Música de las Llanuras", Oficina de Correos de Kilgore, Texas (1939). Esta obra del Programa de Arte Federal representa a un vaquero de ascendencia mexicana serenando a una mujer, reflejando las raíces culturales hispanas en la historia de Kilgore y su comunidad. La pieza se conserva actualmente en la colección del Museo Smithsoniano de Arte Americano.

#### Rangerettes
Las Rangerettes del Kilgore College, fundadas en 1940, son el primer equipo de drill de precisión en el mundo, conocidos por sus rutinas de patadas altas y formaciones disciplinadas. Con sede en Kilgore, Texas, ganaron fama por sus actuaciones en los entretiempos de fútbol americano universitario y se han convertido en un símbolo del espíritu y la tradición estadounidense. Las Rangerettes visten sus icónicos uniformes rojos, blancos y azules con botas blancas y son celebradas por su atletismo y precisión en actuaciones tanto nacionales como internacionales.
Las Rangerettes se presentan en el Desfile del Día de Acción de Gracias de Macy's en ciudad de Nueva York, mostrando sus icónicas patadas altas y su drill preciso. Su actuación junto a artistas como Mariah Carey añade una energía vibrante al desfile, fusionando el espíritu de Texas con la grandeza de ciudad de Nueva York y la tradición de las festividades.

#### Festival de Shakespeare de Texas
Kilgore es sede del Festival de Shakespeare de Texas, una compañía de repertorio anual en verano. Fundado en 1986, el Festival de Shakespeare de Texas presenta cuatro espectáculos en repertorio rotatorio cada verano en el auditorio Van Cliburn, en el campus del Kilgore College.

#### Biblioteca Pública de Kilgore
Basada en el estilo de las casas de Normandía, la construcción de la biblioteca pública de Kilgore comenzó en 1933 y se completó en 1939. Las agencias del New Deal, la Administración de Obras Públicas y la Administración de Progreso de Obras de la administración del presidente Franklin D. Roosevelt, participaron en la construcción.

#### Festival del Órgano de Tubo del Este de Texas
Cada noviembre, Kilgore alberga el Festival del Órgano de Tubo del Este de Texas, que honra el trabajo del afinador de órganos de tubos Roy Perry (1906–1978). Perry, un residente de larga data de Kilgore, trabajó para la Aeolian-Skinner Organ Company y supervisó la construcción de órganos de tubos muy apreciados en la catedral de San Marcos (Shreveport, Luisiana) y la Catedral Nacional de Washington.

#### Kilgore Film Festival
El Kilgore Film Festival comenzó en 1998 bajo el patrocinio de KTPB, la antigua estación de radio pública del Kilgore College. Cada año se realiza un festival en primavera y otoño, ofreciendo a los cinéfilos la oportunidad de ver selecciones únicas y galardonadas. El festival se lleva a cabo en el 4 Star Cinema de Kilgore.

#### Gran Carrera de Globos de Texas
Kilgore desempeña un papel de apoyo en la Gran Carrera de Globos de Texas en el cercano Aeropuerto Regional del Este de Texas, participando activamente en las festividades. Aunque Longview es la ciudad anfitriona principal, la participación de Kilgore aumenta el orgullo regional y fomenta la colaboración entre ambas ciudades. Los residentes locales participan activamente en las celebraciones, apoyando negocios y disfrutando del espectáculo aéreo que une a ambas comunidades.

#### Museos
El Museo del Petróleo del Este de Texas, ubicado en Kilgore, Texas, ofrece a los visitantes un vistazo a la rica historia petrolera de la región, particularmente a los dramáticos eventos del bum del petróleo a principios de la década de 1930. Conocida como la "Boom Town", Kilgore se convirtió en un centro de actividad cuando se descubrió petróleo en el Campo Petrolero del Este de Texas, uno de los más grandes del mundo. El museo recrea este período con dioramas a tamaño real, mostrando la vida dura de los trabajadores petroleros, los derricks y las bulliciosas calles de Kilgore durante el boom del petróleo. Los visitantes pueden explorar el ascenso de Kilgore de un pequeño pueblo a un centro de producción de petróleo, modelando el panorama económico y cultural del Este de Texas.
El Museo y Exhibición de las Rangerettes, ubicado en el campus del Kilgore College, está dedicado a preservar y celebrar la historia y el legado de las mundialmente famosas Kilgore College Rangerettes. Este museo ofrece a los visitantes una experiencia inmersiva, con una amplia gama de recuerdos, fotografías, disfraces y grabaciones de video que documentan el viaje del primer equipo de drill de precisión del mundo desde su fundación en 1940. La exposición destaca las contribuciones de las Rangerettes a las artes universitarias y de rendimiento, con exhibiciones especiales sobre sus apariciones en eventos como el Desfile del Día de Acción de Gracias de Macy’s, el show de medio tiempo de los Dallas Cowboys en el AT&T Stadium, y el Cotton Bowl. A través de pantallas interactivas, el museo ofrece una visión del riguroso entrenamiento, la disciplina y el espíritu que han hecho a las Rangerettes icónicas, mientras honran su papel en la formación de la identidad cultural de Kilgore.
En Kilgore se encuentra la Mount Tabor Indian Community, una organización cultural y organización sin fines de lucro, que reivindica el pasado cheroqui, pero que ha sido objeto de fuertes críticas por supuestamente haberse intentado apropiar de la identidad indígena y haber tratado de sacar provecho de ella.

## Transporte

#### Autopistas principales
- Interestatal 20 conecta Kilgore con Dallas, a unos 192 km (119 mi) al oeste, y con Shreveport, Luisiana, a aproximadamente 111 km (69 mi) al este.
- Autopista 259 es una carretera de 250 millas (402,3 km) que corre de norte a sur, proporcionando una ruta alternativa a la Ruta 59 entre Nacogdoches, Texas, y la frontera de Oklahoma/Arkansas, justo al sur de Fort Smith, Arkansas.
- Carretera Estatal 31 va desde la Ruta 84 de EE. UU., conectando Waco, Corsicana, Athens, Tyler, con Kilgore y la Ruta 80 de EE. UU..
- Carretera Estatal 42
- Carretera Estatal 135

#### Aeropuertos
- El Aeropuerto Regional del Este de Texas está ubicado a 8 millas (13 km) al este de Kilgore y brinda servicio a la ciudad.
- Aeropuerto de Kilgore[25]

#### Ferrocarril
- Union Pacific

Actualmente, hay una propuesta para un sistema de ferrocarril de alta velocidad de más de 200 mph que conectará Dallas/Fort Worth con Atlanta, Georgia a lo largo del corredor de la I-20. Este proyecto, llamado **I-20X**, pasará directamente por Kilgore, trayendo **servicio de tren de pasajeros** a la región por primera vez desde la desaparición del Texas and Pacific, sucesor del Louisiana Eagle, a fines de la década de 1960.
Esta iniciativa promete impulsar el **desarrollo regional**, reducir la dependencia del automóvil y generar empleos en ciudades como Tyler, Kilgore y el este de Texas. Las fases iniciales de planificación ya están en marcha, y el diseño del segmento Atlanta-Birmingham se espera para 2025.

#### Transporte público
GoBus es un sistema de tránsito regional que presta servicio a Kilgore y a ciudades cercanas.

#### Ciclismo
La infraestructura para ciclismo en Kilgore incluye el **Creekside Trail** de 3.5 millas (5.6 km), parte del **Sistema de Senderos de Kilgore**, y el **Big Head Mountain Bike Trail**. Inaugurado en fases entre 2018 y 2020, el Creekside Trail sigue el **Bighead Creek**, con múltiples puntos de acceso. La ciudad continúa promoviendo la recreación al aire libre mediante eventos y actividades.

### Salud
El **Allegiance Specialty Hospital of Kilgore** es un hospital con 60 camas ubicado en Kilgore.

## Medios

### Periódicos
El Kilgore News Herald es un periódico que se publica dos veces por semana en la ciudad.

### Radio
| Frecuencia (MHz) | Indicativo | Ubicación de licencia | Tipo               | Formato         |
| ---------------- | ---------- | --------------------- | ------------------ | --------------- |
| 88.7             | KZLO       | Kilgore               | Repetidora de KZLO | Contemporáneo   |
| 96.1             | KKTX-FM    | Kilgore               | Repetidora de KKTX | Rock clásico    |
| 105.3            | K287AJ     | Kilgore               | Repetidora de KDOK | Éxitos clásicos |